# Panagiōtīs Pikrammenos
Panagiōtīs Pikrammenos (IPA: [panaˈʝotis pikɾaˈmenos]) (in greco: Παναγιώτης Πικραμμένος; Atene, 26 luglio 1945) è un politico greco.
È stato primo ministro della Repubblica Ellenica dal 16 maggio 2012 al 20 giugno 2012.

## Biografia
Il 16 maggio 2012, in seguito all'impossibilità di formare un nuovo governo, è stato nominato primo ministro 'ad interim' dal presidente Karolos Papoulias.
Il 20 giugno successivo, a seguito delle elezioni politiche e della formazione del governo Samaras, il suo mandato si è concluso.